# مستشفى غاي
مستشفى غاي (بالإنجليزية: Guy's Hospital)‏ هو مستشفى تعليمي بريطاني شهير من مستشفيات الخدمات الصحية الوطنية، يقع في وسط لندن، وهو من المستشفيات التابعة لمدرسة طب كينغز كوليج بلندن، جنبًا غلى جنب مع مستشفى سانت توماس ومستشفى كينغز كوليج. يعد برج المستشفى أعلى مبنى مستشفى في العالم، حيث يضم 34 طابقًا، ويتجاوز ارتفاعه 148 مترًا.
أسس المستشفى في سنة 1721 الناشر البريطاني توماس غاي (1644 ـ 1724)، الذي كان قد كوّن ثروة طائلة من أرباح شركة البحر الجنوبي، وكان هدفه من تأسيس هذا المستشفى في البداية معالجة المرضى الذين تم خروجهم من مستشفى سانت توماس لعدم إمكان شفائهم. وقد دُفن غاي في الكنيسة الصغيرة الملحقة بالمستشفى.

## من مشاهير أطباء المستشفى
- السير أستلي كوبر
- ألفرد بولاند: مكتشف متلازمة بولاند.
- السير ألكسندر فلمنغ: مكتشف البنسلين.
- توماس أديسون: مكتشف داء أديسون وفقر الدم الخبيث.
- توماس هودجكن: مكتشف لمفومة هودجكن.
- جون كيتس: شاعر.
- جون هيلتون: من رواد الجراحة.
- ريتشارد برايت: مكتشف داء برايت.
- فريدريك هوبكنس: مكتشف الفيتامينات.
- إبراهيم محمد المغربي: جراح سوداني.